# Ancien hôtel de ville de Toronto
L'ancien hôtel de ville de Toronto, Ontario, Canada est l'un des monuments les plus anciens et les plus représentatifs de l’histoire de la ville. La construction du bâtiment a débuté en 1889 et a duré une dizaine d'années pour un coût de 2,5 millions de dollars canadiens.
Il a été remplacé en 1965 par le nouvel hôtel de ville de Toronto, mais le bâtiment a été conservé et désigné comme lieu historique national du Canada en 1984.

## Historique
En 1899 lors de son inauguration, l'hôtel de ville était le plus grand bâtiment municipal de Toronto et d'Amérique du Nord. L’architecte principal, E. J. Lennox (en), l'a conçu dans un style néoroman, style qui a perduré en dépit de la modernisation des bâtiments aux alentours, qui sont devenus des immeubles de bureaux, des centres commerciaux (Centre Eaton) et des immeubles d'habitation. 
Le bâtiment abritait jusqu'en 1965 les services communaux de la ville de Toronto et de ses boroughs, ainsi que le palais de justice du comté de York ; les fonctions municipales ont été déplacées dans le nouvel hôtel de ville de Toronto, construit tout à côté. Chronologiquement, l'ancien hôtel de ville est le troisième des quatre bâtiments à abriter la mairie de Toronto
Le bâtiment et le site ont été reconnus lieu historique national canadien le 23 novembre 1984, pour l’exceptionnalité du bâtiment, son architecture et ses décorations, ainsi que son emplacement particulier dans Toronto. Ce faisant, le bâtiment n’a plus été l'objet de projet de démolition ou de réaménagement comme le souhaitaient les architectes du centre Eaton dans les années soixante.

## Architecture
La façade extérieure du bâtiment est de style néoroman, inspiré par le style architectural roman des XIe et XIIe siècles, il est commun dans les pays du Commonwealth et s'est inscrit dans l'architecture victorienne. 
Le tour de l'horloge s'élève 103,6 mètres (soit 300 pieds) et est orientée dans l’axe de la rue Bay Street. L'horloge et les cloches n'ont été installées qu'en 1900. La plus grosse d'entre elles, appelée « Big Ben », pèse 5 443 kg (soit 11 648 lbs).
Le bâtiment possède une entrée principale très vaste qui était à l’origine destinée aux réceptions, deux salles d'exposition dont l’une consacrée aux « protecteurs de l'hôtel de ville ».
Enfin, il abrite la salle du Conseil qui servait à la fois aux jugements et aux réunions du conseil municipal ; les débats étaient publics, c'est pourquoi on retrouve encore des rangs destinés aux habitants au premier étage dans l'ambiance des bâtiments officiels de la fin du XIXe siècle.

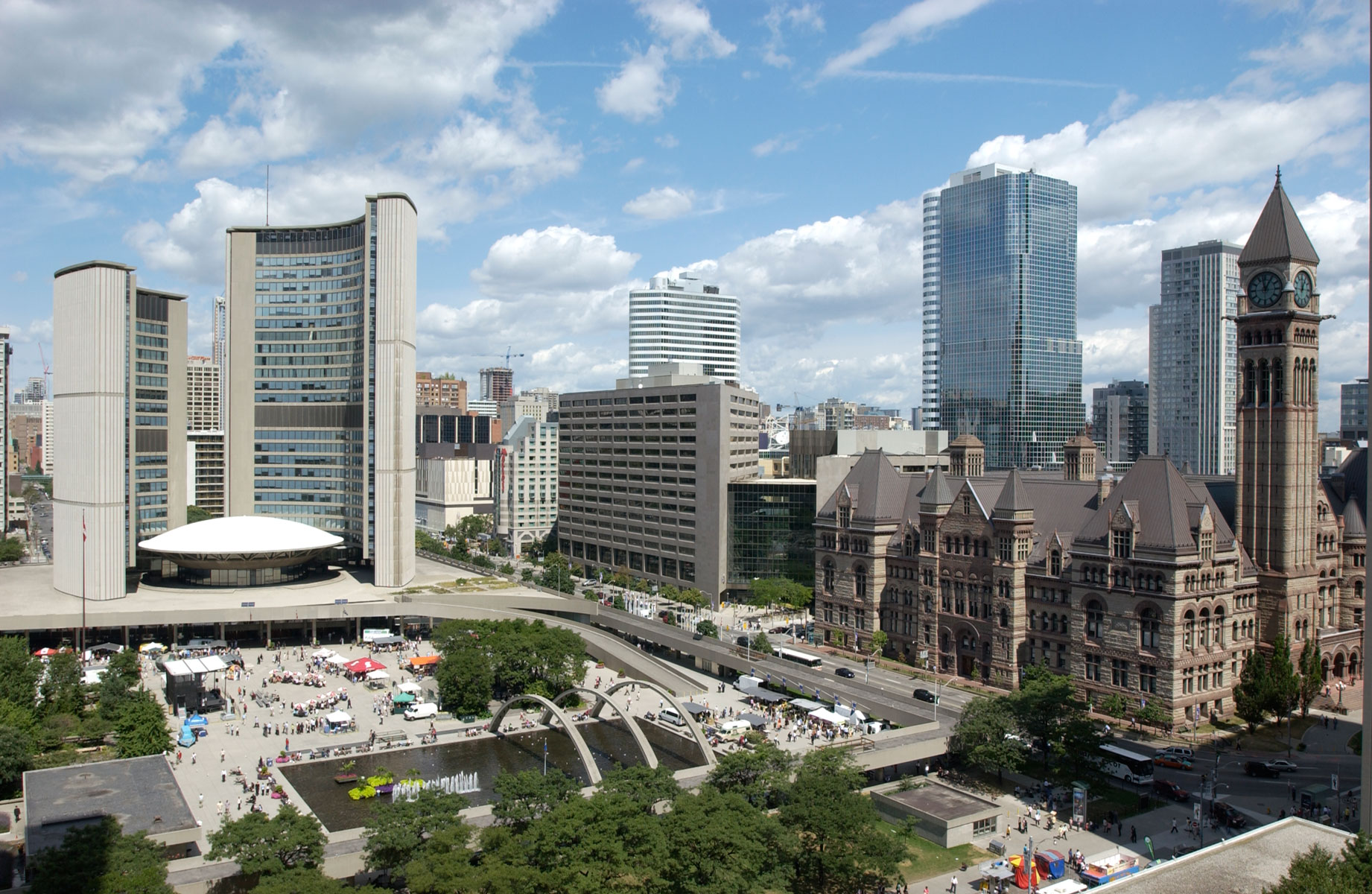
Ancien et nouvel hôtels de ville côte à côte
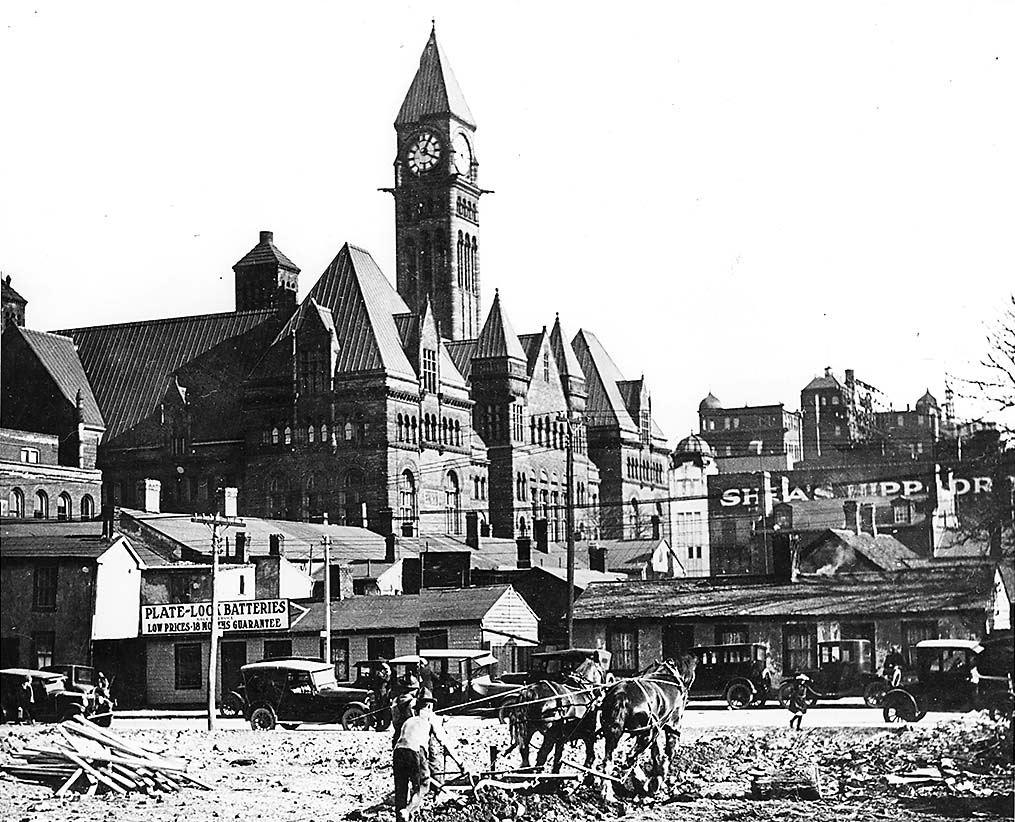
Vue de l’ancien hôtel de ville et du quartier du centre-ville en construction
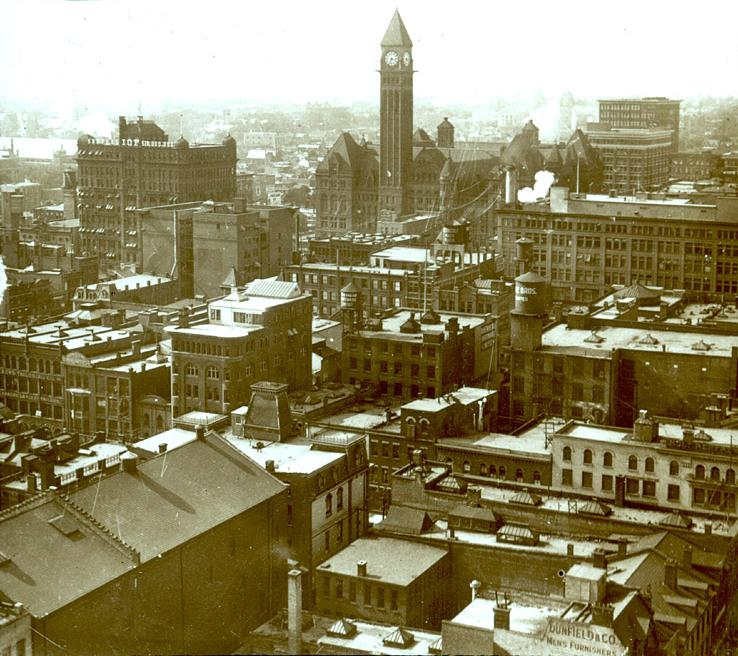
Vue de l’ancien hôtel de ville et du quartier du centre-ville au début du siècle
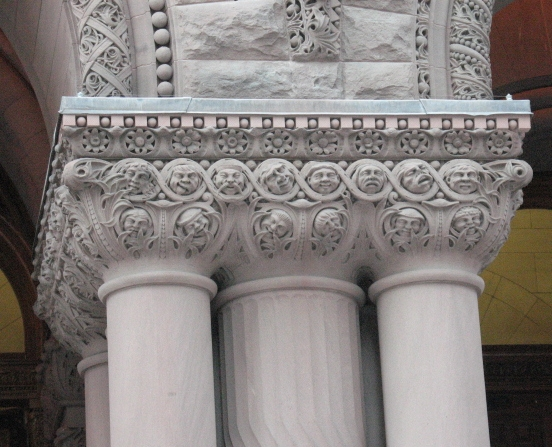
Détails d'un des chapiteaux